# Piriform
Piriform Ltd. is een Brits softwarebedrijf uit Londen.
Het bedrijf werd in 2004 opgericht en heeft zich gespecialiseerd in systeemonderhoudprogramma's die draaien onder Windows, Mac en Android. In juli 2017 werd het bedrijf overgenomen door Avast Software.
CCleaner (voorheen Crap Cleaner) en Defraggler zijn bekende producten van het bedrijf.

## Producten
- CCleaner, programma dat overbodige bestanden kan verwijderen
- Defraggler, programma dat harde schijven kan defragmenteren
- Recuva, programma dat verloren bestanden kan terughalen
- Speccy, programma dat informatie verzamelt over de hardware in de computer
- CCleaner Network Edition, zakelijke versie van CCleaner voor bedrijfsnetwerken
- CCleaner Network Professional, zakelijke versie van CCleaner en Defraggler in één programma
- CCleaner Browser